# Colihaut
Colihaut è un centro abitato della Dominica, capoluogo della parrocchia di Saint Peter.